# 2179 Platzeck
2179 Platzeck eller 1965 MA är en asteroid i huvudbältet som upptäcktes den 28 juni 1965 av den amerikanske astronomen Arnold R. Klemola vid Leoncito Astronomical Complex. Den har fått sitt namn efter Ricardo Platzeck.
Asteroiden har en diameter på ungefär 19 kilometer och den tillhör asteroidgruppen Eos.